# Norwichskolan
Norwichskolan var en grupp engelska landskapsmålare som samlade sig kring John Crome och på ett stämningsfullt sätt, i stil med de gamla holländarna, återgav naturen i Norfolk, särskilt kring Norwich.
Den mest betydande efter Crome var John Sell Cotman.